# Roodkapje Rotterdam
Roodkapje Rotterdam is een kunstcentrum en broedplaats op het Delftseplein in de Nederlandse plaats Rotterdam. Het omvat een poppodium, galerie, studio's met artist-in-resident-programma, eigen drukkerij en kantoor. Met dit diverse aanbod van kunst en muziek tracht Roodkapje in Rotterdam een cultureel platform en een ontmoetingsplaats te bieden voor jonge kunstenaars en artiesten.
Roodkapje is rond 2004 gestart, en tijdens zijn bestaan verschillende keren verkast. In 2013 opende het platform zijn deuren op een nieuwe locatie in Rotterdam-Noord in de Teilingerstraat 128. Later zijn ze naar het Delftseplein verhuisd. 
Eind jaren 2010 heeft Roodkapje ook meegewerkt aan het jaarlijkse kunstenfestival Motel Mozaïque.
Optredens, een selectie
- 2008.12. "Roodkapje strikes back" door Rotterdam: Bibliotheektheater.[7]
- 2011.12.03. Optreden van Minny Pops[8]
- 2012.01. Michel Gondry’s Home Movie Factory ism Rotterdams Filmfestival.[9]
- 2022.11. Time is the new space (TITNS)[10]

Exposities, een selectie
- 2007.09 Expositie "GimmeGimme"[11]
- 2018.02 Not For Profit Art Party met medewerking van o.a. WORM en VHDG uit Leeuwarden.[12]
- 2018.09 Expositie van Koen Taselaar[13]
- En verder o.a. Gyz La Rivière

## Afbeeldingen, een selectie

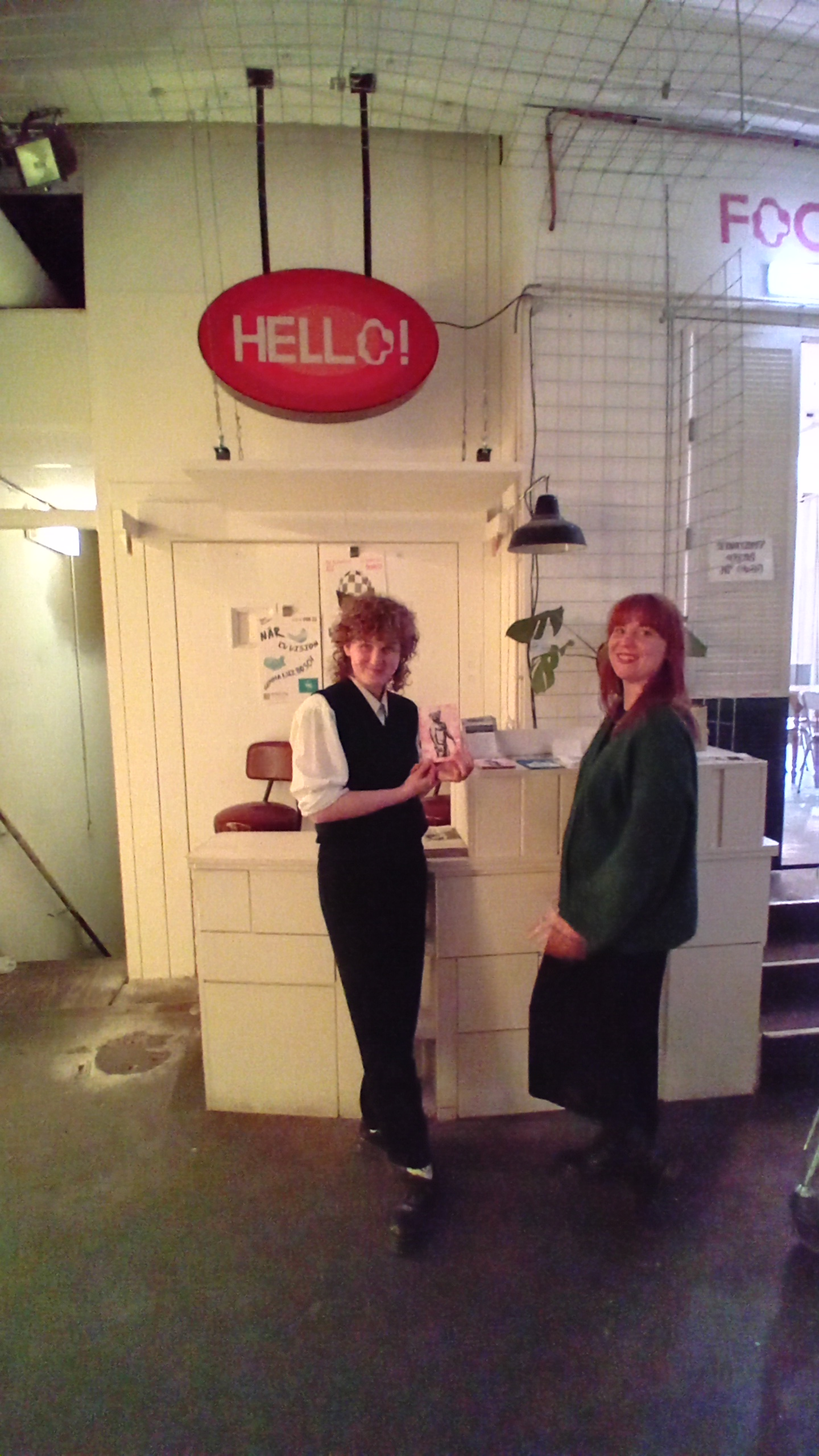
Entree
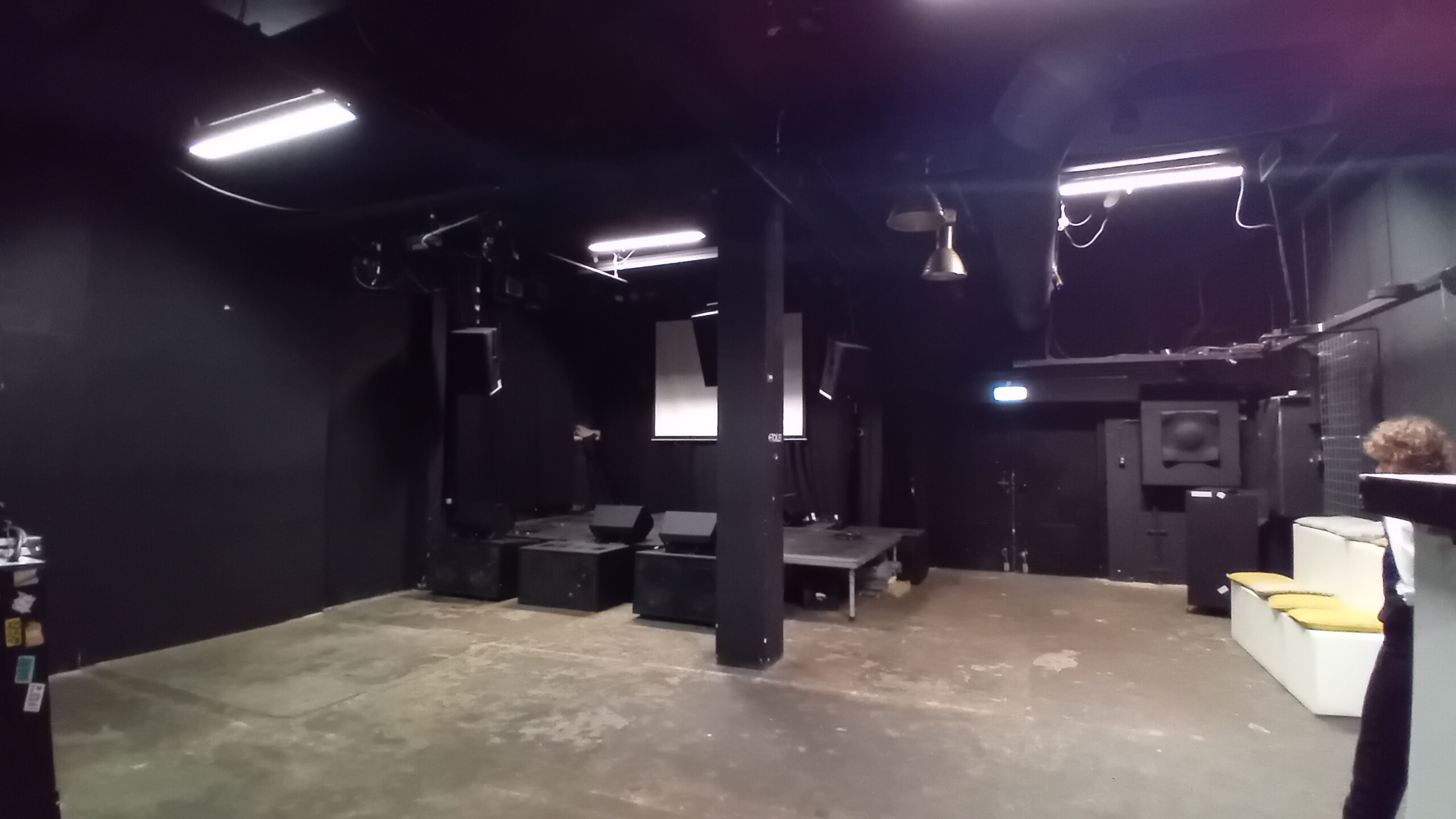
Podium
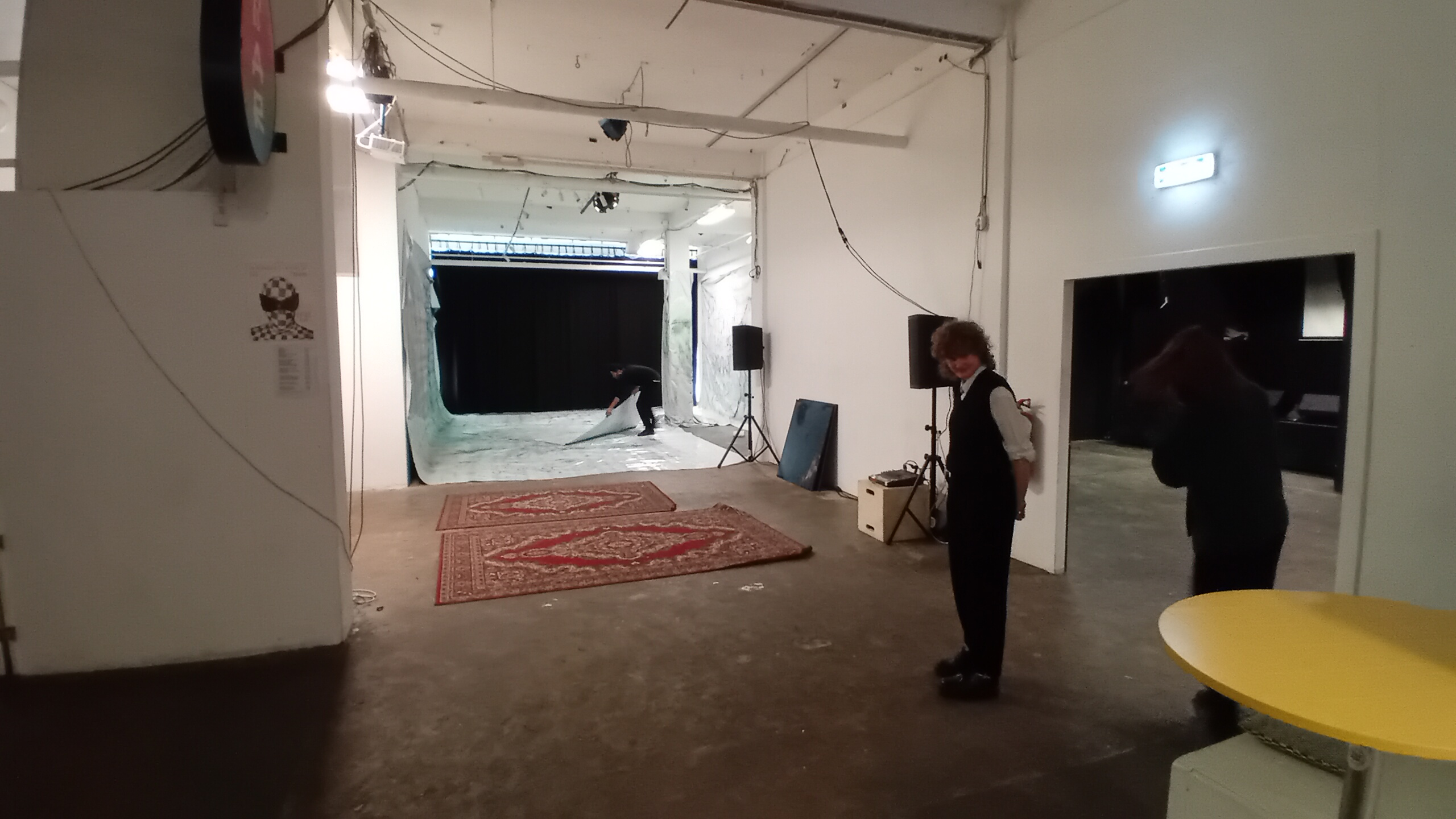
Expositieruimte
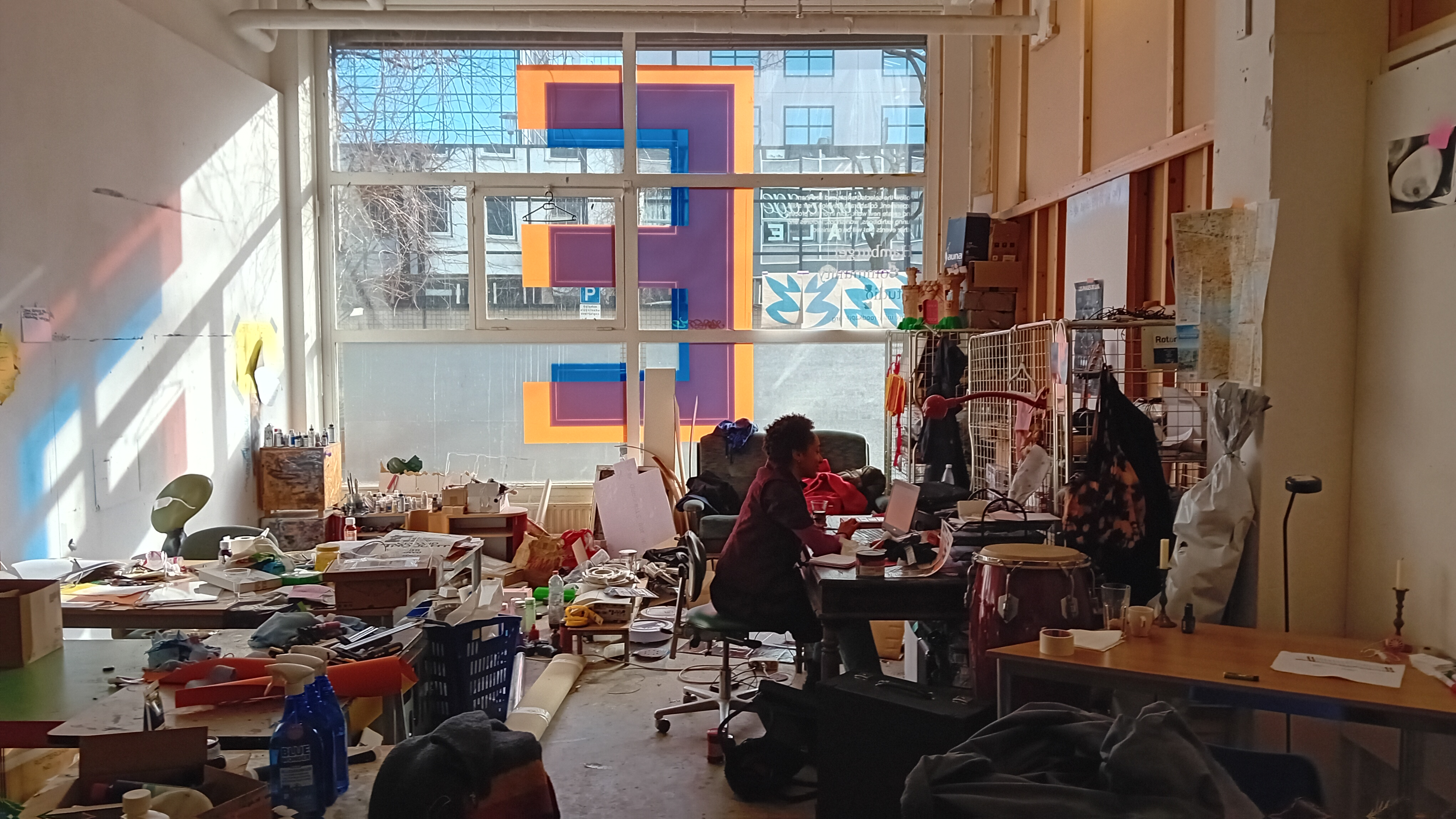
Gastatelier
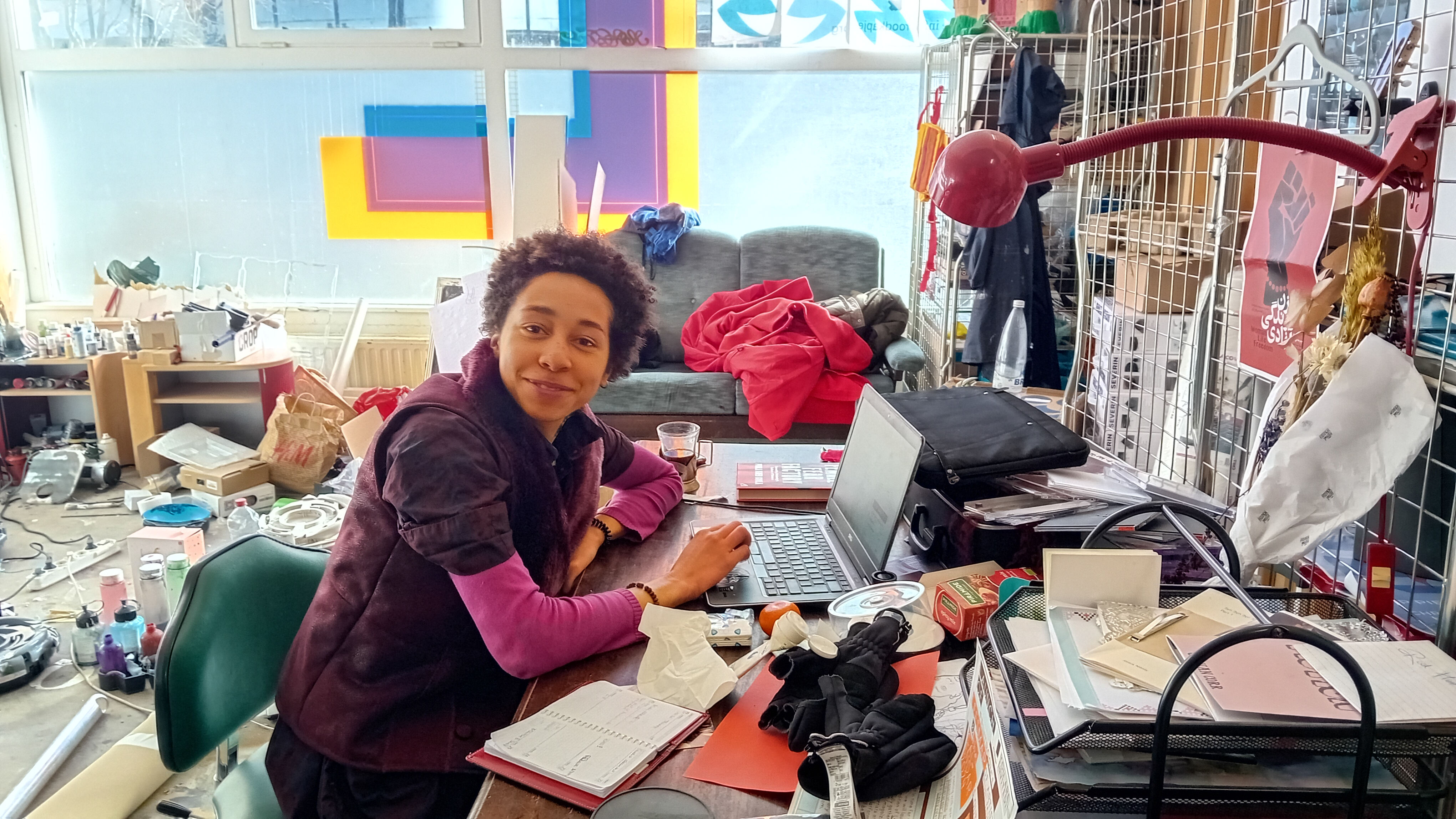
Artist in resident